# Địa danh Lịch sử Quốc gia Hoa Kỳ

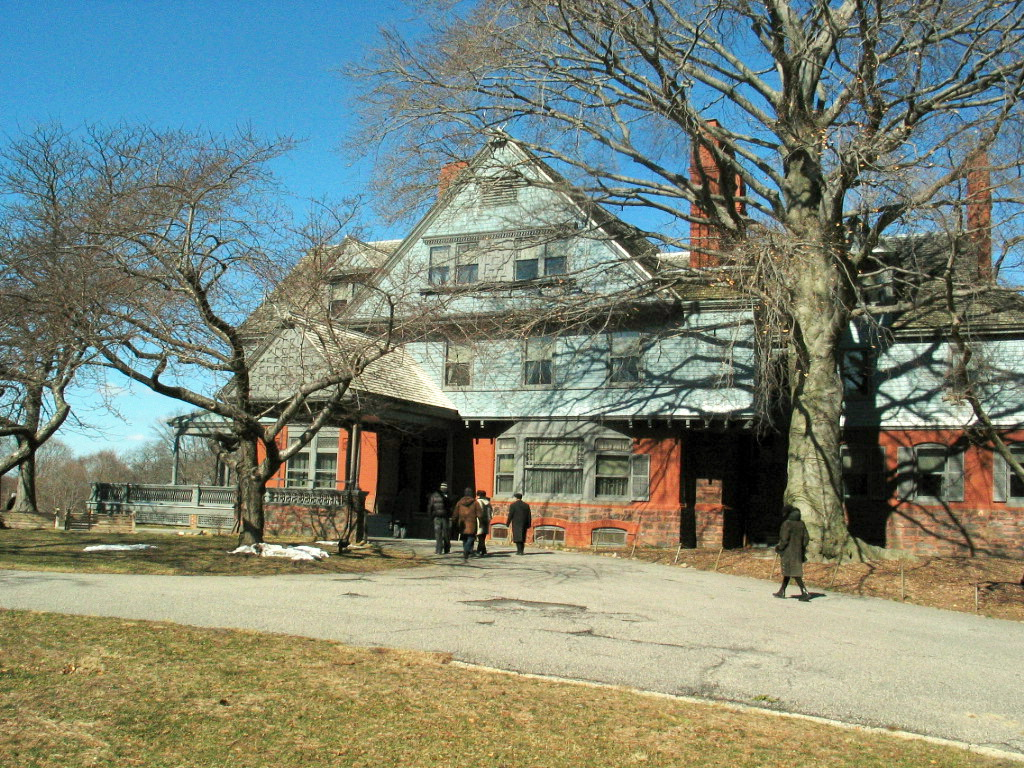
Địa danh Lịch sử Quốc gia Sagamore Hill, nhà của Theodore Roosevelt

Địa danh Lịch sử Quốc gia (tiếng Anh: National Historic Sites) là khu vực được bảo tồn có giá trị lịch sử nổi bật xếp vào tầm cỡ quốc gia. Một địa danh lịch sử quốc gia thường thường có một đặc điểm lịch sử độc đáo có liên quan trực tiếp đến chủ thể của nó. Một định nghĩa khác riêng biệt nhưng có liên quan, Công viên Lịch sử Quốc gia (National Historical Park), là một khu vực thường thường mở rộng ra bên ngoài những tài sản vật chất hay những tòa nhà lịch sử. Những tài sản hay tòa nhà lịch sử của khu vực như thế phải có sự pha trộn gồm những đặt tính lịch sử và đôi khi nổi bật về tự nhiên.
Tính đến năm 2010, có 41 Công viên Lịch sử Quốc gia với tổng diện tích 119.049 mẫu Anh (481,7 km²) và 78 Địa danh Lịch sử Quốc gia với tổng diện tích 21.677 mẫu Anh (87,7 km²). Đa số Địa danh và Công viên Lịch sử Quốc gia được Cục Công viên Quốc gia Hoa Kỳ quản lý. Một số địa danh được liên bang công nhận là do tư nhân làm chủ nhưng được phép xin trợ giúp của Cục Công viên Quốc gia với tư cách là những khu vực phụ thuộc cục.
Cho đến 15 tháng 10 năm 1966, tất cả các khu lịch sử trong đó có Địa danh và Công viên Lịch sử Quốc giai Hoa Kỳ trong Hệ thống Công viên Quốc gia Hoa Kỳ được tự động liệt kê trên Sổ bộ Địa danh Lịch sử Quốc gia Hoa Kỳ. Cũng có khoảng 80.000 địa danh thuộc Sổ bộ Địa danh Lịch sử Quốc gia Hoa Kỳ, phần lớn không thuộc hay không được quản lý bở Cục Công viên Quốc gia Hoa Kỳ. Trong số này có khoảng 2400 được công nhận là những địa danh Di tích Lịch sử Quốc gia Hoa Kỳ.

## Địa danh Lịch sử Quốc gia Hoa Kỳ
Địa danh Lịch sử Quốc gia Hoa Kỳ được liên bang làm chủ và quản lý. Hiện tại có 90 địa danh lịch sử quốc gia như thế trong đó 78 chính thức là các đơn vị thuộc Cục Công viên Quốc gia Hoa Kỳ (NPS), 11 là khu vực được NPS bảo trợ, 1 được Cục kiểm lâm Hoa Kỳ quản lý, và một dưới quyền quản lý của Cục Quản lý Đất đai Hoa Kỳ. Một số địa danh do liên bang quản lý khác là các công viên lịch sử quốc gia.
Qua Đạo luật Địa danh Lịch sử 1935, một số địa danh lịch sử được Bộ trưởng Nội vụ Hoa Kỳ thành lập, nhưng phần lớn được phép theo các đạo luật của Quốc hội Hoa Kỳ.  Năm 1937, địa danh lịch sử quốc gia đầu tiên được thành lập tại Salem, Massachusetts để bảo tồn và dẫn giải lịch sử biển của Tân Anh Cát Lợi và Hoa Kỳ.
Có một Địa danh Lịch sử Quốc tế trong hệ thống công viên Hoa Kỳ, một nơi độc đáo như thế được đặt ra cho Saint Croix Island, Maine trên biên giới New Brunswick. Cái tên đó được đặt cho địa danh khu định cư thường trực đầu tiên của Pháp tại châu Mỹ để công nhận sự ảnh hưởng của nó đối với cả Canada và Hoa Kỳ. Cục Công viên Quốc gia không phân biệt những sự khác biệt về danh xưng khi nói về chính sách bảo tồn và quản lý của họ.

## Công viên Lịch sử Quốc gia Hoa Kỳ

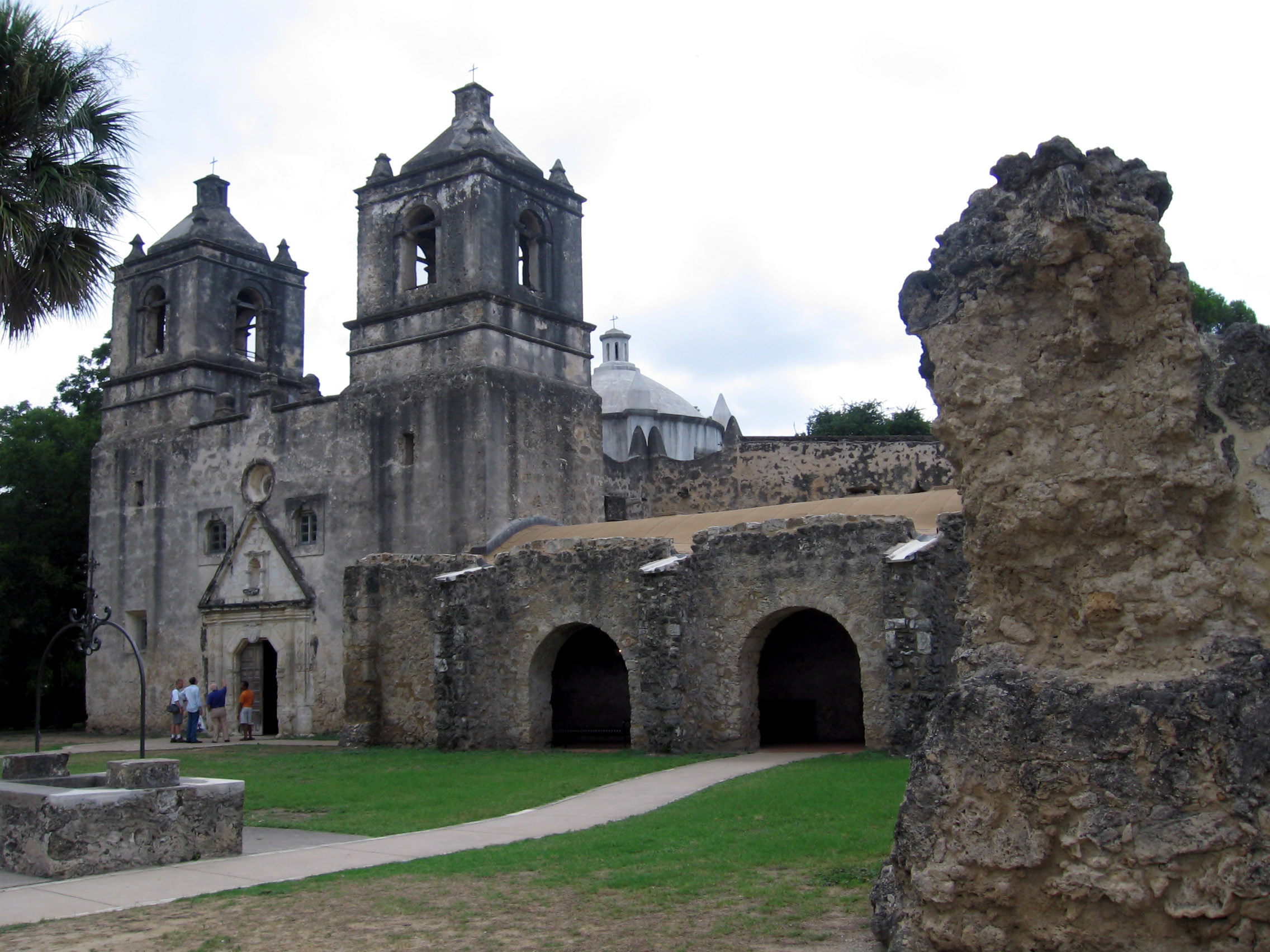
Công viên Lịch sử Quốc gia San Antonio Missions

Công viên Lịch sử Quốc tế Cơn sốt vàng Klondike được Hoa Kỳ và Canada chính thức thành lập năm 1998, nhân dịp kỷ niệm 100 năm Cơn sốt vàng Klondike. Công viên gồm có Công viên Lịch sử Quốc gia Cơn sốt vàng KlondikePark trong tiểu bang Washington và Alaska, và Địa danh Lịch sử Quốc gia Đường mòn Chilkoot trong tỉnh bang British Columbia. Chính đường mòn này mà nhiều người tìm cơ hội làm giàu đã dùng để đi tìm vàng trong khu vực sông Klondike của lãnh thổ Yukon.